# 宣告
『宣告』（せんこく）は、加賀乙彦の長編小説。1975年（昭和50年）1月から1978年（昭和53年）7月にかけて『新潮』に連載され、1979年（昭和54年）2月、新潮社より上下巻で刊行された。文庫版は新潮文庫より上下巻で、のちに改版されて上中下巻で刊行されている。
東京拘置所で医官を務めていた加賀が交流のあった、バー・メッカ殺人事件の犯人正田昭をモデルとする主人公によって、死刑囚の最後の5日間を描く。
加賀の代表作とされる作品であり、加賀は本作によって1979年（昭和53年）、第11回日本文学大賞を受賞した。単発テレビドラマ化や、新作能への翻案もなされている。

## あらすじ
小説の現在時間は、作中では「昭和四十○年」として明かされていないが、完結後の新聞記事では、1969年（昭和44年）としているものがある。
楠本他家雄は24歳のとき、証券会社の波川を殺害し、40万円の金品を奪って京都へ逃亡するという「トロイメライ殺人事件」を起こした。逮捕された楠本は裁判の結果、殺人の異常な残虐性を問われ、死刑判決を下される。以来15年間、獄中で読書と執筆にふけってきた。死刑の確定からは、6年の月日が経っている。共に収監されている死刑囚たちには、「ぼくもう人間はいやなんだ」と言い、人前で手淫したり、他の囚人にわざとキスされたりする者、床を転げ回って「もうがまんできねえ。ああ、たすけて、たまらねえだよ、苦しいだよ、アアア」と叫ぶ者、絶えず大声を張り上げて読経する者、ガラスの破片で全身を傷つけて血まみれになる者などがいる。
あるとき、キリスト教雑誌に連載されている楠本の獄中記を読んだ女子大学生の玉置恵津子が、楠本へ手紙を送ってきた。恵津子は大学で文学部心理学科に所属しており、関心を持っている拘禁心理について色々なことを教えてほしい、との依頼だった。こうして死刑囚の楠本と、典型的な現代の平和な家庭に育ってきた恵津子との間で、100通を超える文通が始まることとなる。
2月13日（金曜日）の朝、楠本は不吉な予感を覚え、今度こそ自分の番だと思うが、その予想は外れ、同じゼロ番区の砂田市松が処刑されることとなる。多くの女性に暴行殺人を働いた砂田は執行宣告を受けると、新任の精神科医である近木に、「どうせ明日死ぬ人間だよ。いま何したっていい……先生、おめえさまをぶつ殺してやろうか」と首を絞めかける真似をし、「ぶつ殺さねえよ、安心しろってば……」と言ったり、「おらあ早くぶつ殺して欲しいだけなんだよ」と言ったりする。近木は死刑囚たちを理解しようとする姿勢を持っていたが、それでも砂田に対する不気味さは否めなかった。結局、砂田は処刑の時間が近づくにつれて凶暴になり、刑壇を前にして激しく暴れ回った末に、処刑されていった。
砂田が処刑された14日（土曜日）に楠本は、聖書を80時間通して読んだという革命学生運動家、唐沢道夫から議論を挑まれる。唐沢は「人間がどんなに悪を働いても、そいつは部分的行為にすぎん。悪は十全なる真理のほんの一部分にすぎん。革命は要するに徒労なんだ」と言う一方、「しかし、それでもなお殺せ、殺せ、それがおれの論理だ」と主張する。楠本は「これほど神に近づきながら、なぜ？」といぶかるが、翌日、唐沢は獄中で自殺を遂げた。
唐沢の自殺の翌日の16日（月曜日）の朝、楠本は拘置所長から「あす、きみとお別れしなければならなくなりました」と、執行宣告を受け、先日の不吉な予感が的中したことが明らかになる。最後の夜に楠本は祈り、母と恵津子に手紙を書いた。そして、死後は焼却してもらうことを考えていた、自身の過去を書き記したノート「悪について」を恵津子に捧げることにし、「この一年、あなたのおかげで光り輝く花園にいるような楽しい時を過すことができました。あなたを全面的に信頼できるようになってから、ぼくの硬い心の氷が融け始めました。このノートは、硬い氷の心の記録です。どうかあなたのよしなに、葬ってやってください」と書き残した。こうして死を受容した楠本は翌朝、刑壇に立った。執行後、楠本の死体を納めた棺は、T大学の解剖学教室へと送り出されていった。

## 登場人物

### 死刑囚
- 楠本 他家雄（くすもと たけお） - 主人公。トロイメライ殺人事件の犯人で[14]、T大学出身の[25]インテリ死刑囚。母親に紹介されたショーム神父の宗教的人格に導かれ、受洗している[13]。40歳の誕生日を目前に控えている[12]。バー・メッカ殺人事件の犯人、正田昭がモデル[26][27]。
- 垣内 登（かきうち のぼる） - 横須賀線電車爆破事件の犯人、W・Y（筆名・純多摩良樹）がモデル。本来は別にモデルがいたが、Wの刑死後、にわかにこちらがモデルとなっていったという[26]。
- 砂田 市松（すなだ いちまつ） - 暴言や暴行、物品棄壊、自傷などの規律違反の常習者。7人殺しで起訴されたが、本人の言によれば、女子供十数人を殺害している。解剖用遺体提供者に登録し、そのために肉体を鍛えている[28]。
- 舟本 為次郎（ふなもと ためじろう） - 自称前科17犯。「くそっための為」の異名を持つ。監獄の裏表に通じており、再審申立・抗告・即時抗告などの繰り返しによって、8年間も執行を延期されている[29]。
- 大田 長助（おおた ちょうすけ） - 伯父の良作と共に、中年夫婦と子供2人を殺害した。拘禁ノイローゼのガンゼル症候群を発症している。死刑は憲法違反であるとして、違憲訴訟を起こしている[29]。
- 安藤 修吉（あんどう しゅうきち） - 小学生の女児を強姦し殺害した。区長の目の前でも平気で手淫をする[29]。子供のような青年で、他の囚人に抱きしめられて唇を吸われることがある[30]。
- 河野 晋平（こうの しんぺい） - 犯罪は革命的であるという新左翼の思想に獄中で影響された[31]、強盗殺人犯の革命家。処刑までの日数を、懲罰の有無・裁判への異議申立の有無・助命嘆願の有無・所長の心証・ゼロ番区の密度などから計算している[29]。
- 唐沢 道夫（からさわ みちお） - 革命学生運動家。同志13人を殺害した。獄中から学生デモ隊を指導し、拘置所を襲撃させた[29]。河野に、彼の犯罪はブルジョアジー抹殺の革命的行為だという思想を植えつけた。渡辺（1979）は、「モデルは連合赤軍事件の森恒夫にちがいない」としている[32]。

### その他
- 玉置 恵津子（たまき えつこ） - J大学文学部心理学科4年の女子学生。拘禁心理に関心を持ち、1年ほど楠本と文通している[33][13]。現代の典型的平和な家庭に生きている、小柄な可愛い女性。ジーンズを履いて街を出れば、大学生には見えず、高校生と間違えられて補導されることもある[13]。
- 近木 生一郎（ちかき しょういちろう） - 東京拘置所医務部法務技官[34]。拘置所へは一昨年に赴任してきた[15]。囚人に対し、できる限り人間的に接しようとするが、そのために却って不手際ばかりをする。楠本と同じT大学の出身[25]。
- 相原 鐘一（あいはら しょういち） - 犯罪精神医学会の長老[34]。楠本に「無情性精神病質者」の診断を下した[33]。
- 藤井 修吉郞（ふじい しゅうきちろう） - 看守長（区長）。保安課長の懐刀。剣道五段で、昨年秋の矯正武道大会で優勝している[29]。
- 楠本 みどり（くすもと みどり） - 楠本の母親。宗教の世界に救いを求めてキリスト教へ入信し、楠本へショーム神父を紹介した[13]。
- 宮脇 美納（みやわき みの） - 楠本がかつて交際していた女性。その性的奔放さで楠本を悩ませた[35]。

## 執筆背景・動機

### 死刑囚との交流
加賀は、大学の医学部を卒業後の1955年（昭和30年）より、東京拘置所の医務部技官として勤務し始めた。ここで加賀は、多弁多動で看守から注意されても怒鳴り散らす、奇妙な興奮状態にある死刑囚と出会った。そこで同年夏より、拘置所所長の許可を得た上で、死刑囚たちを訪問し、その異常な状態を記録し始めた。加賀は「私は彼らの凄絶な生のありように人間存在の深淵を見、夢中になって話を聞き、面接を繰り返した」としている。東京拘置所のみならず、仙台や大阪、札幌の拘置所にも赴き、百数十人の死刑囚に会ったほか、死刑囚の心をさらに側面から知るため、長期囚収容施設の千葉刑務所で、50人の無期懲役囚とも面接している。
ここでわかったのが、死刑囚には「濃縮された時間」があるということであったという。刑事訴訟法においては死刑の執行は、判決確定から6ヶ月以内に行うよう定められており、加賀の調査では確定後平均2年4ヶ月ほどで、刑が執行されていた。それに加えて1週間のうち土日は2日、平日は1日の未来しか保証されていないことが、死刑囚の拘禁ノイローゼを激烈にしていると加賀は考えた。これらの面接記録は、『死刑確定者と無期受刑者の研究』という論文にまとめられ、1959年（昭和34年）にフランスの『医学心理学誌』に発表された。
加賀が被験者として頻繁に訪ねたのが、バー・メッカ殺人事件の犯人である正田昭だった。加賀は1953年（昭和28年）7月に発生したバー・メッカ殺人事件の当時は医学生であったが、犯人が自分と同年の大学卒の男であることに関心を持っていたという。後年、加賀は「戦中から戦後にかけての世の激変と大人たちの醜い変節を見てきた私には、大人たちをどうも信用できぬ思いがある。正田の犯罪は、"アプレゲール青年の暴走" として大人たちを驚かせた。私には正田が私たち世代の代表として大人たちに復讐を果しているような気もしたのである」としている。
正田は獄中でキリスト教の信仰に目覚め、加賀が会った前年の1955年（昭和30年）7月には、カトリックの神父によって洗礼を受けていた。他の死刑囚は不安を抱えて動揺を示す者が多かったが、正田は常に冷静でにこやかであり、1956年（昭和31年）12月15日に死刑判決を下された際も、普段と変わった様子は見せなかったという。
加賀は、1957年（昭和32年）4月末に東京拘置所を退職して東京大学医学部附属病院精神科助手となり、9月より精神医学の勉強のため、フランスへ留学に赴いた。このため、正田との交流は一時途絶えている。1960年（昭和35年）3月に帰国すると、加賀は東京医科歯科大学犯罪心理学教室の助教授となると同時に、学会誌『犯罪学雑誌』の編集者となった。この『犯罪学雑誌』へ、1964年（昭和39年）から1966年（昭和41年）にかけて、正田が獄中記を連載することとなった。
これにより、加賀は正田と、事務連絡の手紙を頻繁に交わすようになり、次第に個人的にも、やや内容の濃い手紙を交わすようになったという。二人は日常生活や現代文学、哲学、カトリック信仰などについてやりとりをし、この文通は、正田の死刑執行まで続けられた。

### 正田昭の処刑後
1969年（昭和44年）12月9日に、正田の死刑が執行されると、加賀はいくつかの新聞に弔辞を書いた。すると姫路で、修道院の経営する女子高校で英語教師をしている女性、中西美絵から手紙があり、そこには「自分は正田昭と文通し合っていた者だが、正田さんとは一九六七年から六九年までの間に四百五十余通の厖大な文通をした」旨が記されていた。美絵は正田に自分の死後、二人の間の手紙を加賀に見せてもいい、と伝えられていたという。加賀は実際に姫路へ赴き、正田の手紙を読んでみたところ、正田の手紙が自分宛のものとは全く異なる、ユーモアに満ちたものであることに驚いた。
さらに、美絵は正田の実母を加賀に紹介している。母親は熱心なキリスト教徒で、息子の信仰の手助けもしていたという。加賀は美絵の仲介でこの実母と文通を交わすようになり、あるときに実母は、加賀を自宅へ招き、正田が獄中で読んだ大量の本を、加賀へ譲渡している。これらには、様々な聖書、カトリック大辞典、聖書辞典、哲学・文学・神学などの書物に加え、正田の読書日記、夢日記、読書ノートも含まれていた。
加賀は、正田の母から譲渡された本を少しずつ読んだほか、獄中日記を読み、そこに書かれた「苦悩の尋常でない」ことに驚かされもしたという。そして、正田昭ノートを作り、正田の内面を探っているうちに、死刑囚の登場する小説を書こう、と思い立った。加賀は、正田は死後、生前よりも頻繁に自分に語り掛けるようになり、大きな影響を与えるようになった、としている。その後、本名の小木貞孝で死刑囚の学問的研究書『死刑囚と無期囚の心理』（1974年）を刊行したほか、加賀名義でも、正田を含む死刑囚たちの実態を『死刑囚の記録』（1980年）で報告し、『犯罪ノート』（1981年）に収録されたエッセイで正田について書いているが、中でも『宣告』は、正田との出会いがなければ書かれなかった作品、としている。
また、1973年（昭和48年）の夏に長編小説『フランドルの冬』を刊行して次の長編のスケッチにかかった際、前年に書いた死刑囚を主人公とする短編小説『夜宴』を膨らませて、大きな小説にできないかと構想を練った、ともしている。連載直後の手記では、1973年（昭和48年）春から翌年の末までに新たなスケッチを取り、その間に主人公は、正田昭から離れ、「楠本他家雄」という全く別の人物に変わっていったという。

### 執筆
加賀は上記のように『宣告』執筆までの経緯を語る一方、別のエッセイでは、「死刑囚を主人公とする小説」を書きたいと思い立ったのは、正田の処刑前の、完結直後の時点（1978年）からみて「大分以前のこと」であった、ともしている。このエッセイによれば当初、加賀はドストエフスキーの『死の家の記録』に似た作品を考えていた。拘置所の医官として死刑囚と接した経験を、できるだけ忠実になぞった、死刑囚の実態をドキュメントとして伝える作品を企図していたという。そのための資料としては拘置所の面接記録、身分証の写し、フランスで発表した論文の草稿やデータなどがあった。ただし、面接記録の大部分はパリで盗難に遭い失われていたが、実際にスケッチを取り出すと、「資料の細部に拘束されるよりは、記憶によって濾過された全体的印象のほうが的確なスケッチに結晶しやすい」ことがわかってきたとしている。
このスケッチがかなり溜まったところで、正田の死刑が執行された。これをきっかけに加賀は、「もし、死刑囚について小説を書くならば、多くの死刑囚を描き分けるだけでなく、中心となる人物として正田昭のような人が必要ではないか」と考え出し、にわかに正田がモデルとしていきいきとした像を結び始めたという。加賀はそれまでのスケッチを捨て、全面的にノートを取り直し始めた。美絵からの手紙が来たのは、その後のことであったという。
また、完結後のインタビューで加賀は、次のように述べてもいる。「あの処刑が行われて数年して巣鴨拘置所が取りこわされ、サンシャインビルが建つことになったとき、書こうと思ったんです。堅固な拘置所の壁も幻にすぎない。一方、現代の先端をいくビルの下には拘置所があって、そこには死刑囚が住んでいたこと、それをサンシャインビルに対抗する気持ちで書いたんです」。
1975年（昭和50年）の『新潮』新年号より、加賀は『宣告』の連載を開始。「連載中に短編をいくつか書いたが、私の全力はほぼこの長編に吸いこまれていき、ほかに大した仕事はできなかった」という。毎回50枚前後で掲載され、1978年（昭和53年）の全42回で完結。分量は全部で2,200枚となった。
『宣告』は、これまでに加賀が書いてきた長編の2倍の長さであり、それだけに苦心したという。「文体・構成・視点・会話と地の文との配分・人物の造型・語りのテンポなど考えるべき諸点が沢山あった。ともかく二二〇〇枚のあいだ読者の興味をつなぎとめ、読み進むにしたがってつぎつぎと新しい別世界が開けてくれるような書き方をしなくてはならぬ」と加賀はのちに記している。特に新たな取材をする必要はなかったが、むしろ「豊富でありすぎる材料を、どのように切り捨てていくか」が苦心した点でもあった。また執筆中にも知人の死刑囚が次々と処刑されていったほか、父の死、岳父の死と不幸が続き、不吉な感覚に心が滅入ったともしている。
また連載が始まると、手紙を寄せ始めた読者の中に、横須賀線電車爆破事件の犯人であるW・Y（筆名・純多摩良樹）がおり、Wは「毎号丹念に読んでは、何かと意見を寄せてきた」という。加賀はWと、前年の1974年（昭和49年）4月から文通を行っており、連載開始後の4月中旬には、東京拘置所へWを訪ねている。しかし同年12月5日には、Wの死刑が執行された。するとこれを契機としてにわかに、本来別にモデルがいた、作中の垣内登のモデルとして、Wが浮かび上がってきた。加賀は「カトリックである楠本の対立者または補強者であるプロテスタントの垣内が、明瞭な造形となっていったのには、Wの死が私に残した衝撃が強く働いている」としている。また、カトリック関係の事柄については、この時点で修道女となっていた美絵に相談したり、上智大学の神父たちの教えを受けたりもしている。
加賀はのちに、次のように語ってもいる。
最終回の締切を20日に控えた1978年（昭和53年）5月初めには、加賀は信濃追分の山荘に滞在している。このとき、加賀は主人公の楠本が処刑されたあとの後日譚として、精神医の近木が働いている病院を、楠本の恋人の恵津子が訪ねる場面を構想していた。追分へ来たのも、「明るい新緑を背景に、二人の若いものが他家雄の思い出をいろいろと語るところを書きたかったからだ」としている。
しかし、処刑された楠本の棺が車に乗せられて明るい街へ出ていく場面を書くと、「不意にこれで終った」という感覚に襲われ、「自分の持てるものを何もかも出しつくした、インク壺の最後の一滴までを流し出した」という気がしたという。ただ、計画ではまだ30枚ほどを書かねばならなかったため、散歩と食事ののちに再度執筆を開始したが、「書いても書いても文章が死んでしまう」という感覚が起こり、精神病院の新緑について書いた文章も、近木と恵津子の会話も、死んでいるという感じを免れなかった。数日粘ってのち、加賀は処刑の場面を読み返し、「これ以上どんな文章をつけ加えても蛇足だ」と感じたことから、結局一部に加筆修正を加えたのみで、その原稿を最終回とすることに決めた。

### 刊行
単行本化の際にも、加賀は連載時の形をほぼ動かさず、表現や字句を一部修正するに留めた。この際、一度放棄した処刑後のシーンを入れるかどうかについて再度迷いがあったが、最終的には「雑誌に発表したままの終り方でよかったのだ」として、新たな場面は付け加えなかった。
また加賀は、表紙のイメージとして「フラ・アンジェリコ風の典雅なもの、明るいもの、美しいもの」を想像していたが、ある日行きつけの新宿のバー「アンデンテ」を訪れたところ、壁に一人の女性を描いたポスターが貼ってあるのを見つけ、想像していたフラ・アンジェリコと響き合うものを感じ、作者である司修に依頼することを決めたという。本の函表紙の見本ができた際の感想として、加賀は「私はその出来ばえの美事さに嘆声をあげた。フラ・アンジェリコの司修化である。私のイメージにはぴったりと合致する」と記している。
単行本は1979年（昭和54年）2月、上下巻で刊行された。加賀としては4作目の長編で、フランスの精神病院を舞台とする『フランドルの冬』、パリの日本人を主題とした『荒野を旅する者たち』、陸軍幼年学校を舞台とする『帰らざる夏』に引き続き、閉鎖社会を素材とする作品となった。

## 刊行後
刊行後の『宣告』は、加賀によれば幸いに評判はよく、初版の上巻15,000部、下巻13,000部はすぐに売り切れたという。その後も版を重ね、しばらくの間、加賀の生活を支えた。『宣告』を読んで青春や人生を考え直したという手紙が、高校生・大学生などの若者や、主婦、30代のサラリーマンなどから寄せられたという。一方で、「おまえの娘を殺してやる。それでもおまえは死刑に反対するのか」との電話が掛かってきたり、多くの脅迫状が送られてきたりといった出来事もあった。
同年5月には、三大新潮賞の一つである日本文学大賞（第11回）を受賞した。丸谷才一は選評で、本作が近来の収穫であることは読者も批評家も認めており、自分もまたそれに賛同するとした上で、「ただ、この長篇小説が、「神が死んだ」以後の精神状況をそれ以前の小説技法（トルストイ的なリアリズム？）で描いてゐるため、作品の世界のところどころに空隙が生じてゐることはやはり指摘しておかなければなりません」とし、主人公の信じる神と、医師のよりどころである精神医学とがすれ違っていると指摘している。その上で、「これだけの重い題材をあつかつていちおう破綻を見せないのは、大変な力量と感嘆するしかありません」とし、死刑囚たちの運動時間の情景に感銘を受け、「まるでわれわれの人生そつくりぢやないかと思ひましたが、さういふ種類の象徴性は作中のほうぼうで見出だせると思ひます」と評している。
加賀は受賞に際して、次のように述べている。
また、満6年間かけたこの仕事が一段落したことを契機とし、加賀は当時勤務していた上智大学を退職して、筆一本で立つことを決めたという。その理由として加賀は、文士としては組織に所属せず自分のみを頼りにすべきと考えていたこと、大学教授という地位が閉ざされた居心地のよい場所でありすぎたことを挙げているが、日本文学大賞の受賞によって何かが安定したから、ということでは全くない、と強調している。
1987年（昭和62年）には、加賀はカトリックの洗礼を受けた。もしも正田に出会うことがなかったら、自分はキリスト者にならなかったと思う、と加賀は記している。

## 作品評価・研究
同時代評としては、『朝日新聞』の書評は、「これは近ごろめずらしい感動的な小説である。収容所における一群の死刑囚たちの生態をえがきながら、日々、生死の関頭に立たされるという不条理な極限状況のなかで、否応なしにおのれの死と直面せざるをえない人びとの内外が、幅ひろい視界と奥行きの深さをもって物語られているのである」と評している。そして、楠本と近木という二人の主役が演じる内面劇が、「この長編小説のもつ理想主義的な局面をあざやかに際立たせ、国家権力による死刑という人工的な制度に対して、抑えがたい疑惑をかきたてるのである」と述べている。
『読売新聞』の書評は、「無意味な時間の流れを生きる死刑囚たちの心と、その上にすっぽりおおいかぶさっている刑務所の管理機構との断層は、作者の複眼によって的確にとらえられている」とし、また、本作の前半で最も変化と深みを持っているのは、楠本が出生から家族の不幸、女との恋愛の挫折を経て殺人に至る過程、孤独な内面までを記した「悪について」というノートであろうとしている。そして、「後半部に一条の光のように登場しているのが、恵津子という女子学生にほかならない。おそらく恵津子は、『罪と罰』のラスコーリニコフにたいするソーニャのような存在として登場している。彼女の気持ちを恋愛感情と呼ぼうと博愛と呼ぼうと、その感情が無償のものであるために、主人公の心に安らぎを与える」としている。
渡辺広士は、「恐ろしく迫力のある小説である。上下二巻八百ページという量も圧倒的だが、それだけのものを一気に読ませる力が圧倒的である。その力は「死刑囚とはなにか？」という問いからきている。換言すれば、読者を引きずる圧倒的な力は死からきていると言ってもよいだろう」と評価し、「専門家でなければここまで詳細正確に捉えることができないだろうと思われるリアリティの豊富さに目を見はった」とも述べている。一方、同志13人を殺害した唐沢や医官の近木に関しては、言葉で語らせすぎであるとし、近木に関しては殺人は人間として当然の行為であると言ったり、そのあとでは殺人は絶対悪であると言ったりしており、その曖昧さから抜け出せていないことから、人間像に厚みが欠けていると指摘してもいる。
大江健三郎は、「知識階級から粗暴な性犯罪者にいたるまで、広い層の社会背景を持つ者らを、猥雑なほど即物感のある会話でとらえる情景はすぐれている。医務部を構成する様ざまな性格の描きわけとともに、それは加賀の実力を示すものだ」と評価している。そして楠本には、多義的な見方を可能にする「両面価値的な実在感」が与えられているとし、「モデル小説の現実＝真実の一面性をこえた人間に、文学として造型しえた」と述べている。
中野孝次は、「読みながら一つの強い疑問が湧いてくるのをおさえがたい。一体、このようななしくずしの殺人を行うことが人間に許されるのか」とし、本作は囚人たちの実態を描いて、現行死刑制度の矛盾を読者の前に鋭く突きつけているとしている。また、主人公の楠本について、「彼についにある朝死刑宣告が下ってからの記述には、小説とはいえ襟を正さずに読めぬほどの厳粛さがただよっている。加賀はこの主人公において、そういう人間崩壊を強要する現実にもかかわらずみごとに自己救済を行ってみせた人物を描き、人間というものへの希望を託した」と述べている。
菅野昭正は、刑事訴訟法において法務大臣による執行命令後、5日以内に刑が執行されなければならないことは初めて知ったが、死刑囚の最後の5日間を描くこの小説が構想された動機が、死刑囚の人生の最後に訪れる「濃縮された時間」の謎であることは、作中の時間構成にはっきりと表れているとしている。そして、「死刑ないし死刑囚について、好奇心という言葉に語弊があるとすれば、関心を持ちあわせていなかった私も、この小説を読みすすめながら、作者の動機にしだいに浸透されていった」と述べている。ただし、チューリップになりたい、人間はもう嫌だと言う死刑囚（安藤）、革命的殺人を呼号する死刑囚（河野）などは脇役という印象を免れがたく、小説全体と有機的につながっていない憾みがある、としている。また楠本については、「最高学府の法学部を出た人間とはとても思えない愚かな犯罪を犯すこの男が、小説の人物としてわれわれの共感を揺りうごかすのは、彼を犯罪へと駆りたてた奥深い動機が、われわれのなかにも分有されているからである」とし、「楠本他家雄は、われわれの時代の底にひそんでいる深いニヒリズムの毒を、愚かにもまともに飲んだ犠牲者かもしれないのである」と締めくくっている。
上田三四二は、本作で描かれる金曜から翌日の火曜までの5日間は、主人公の楠本にとって「創世記の一週間に対応しうるほどに重い終末の五日間だ」とし、2,200枚という分量は、「その重さを受けとめる作者の手ごたえの表明であり、結果である」と述べている。そして本作の最も深いモチーフは「悪とは何か」ということであろうとし、死刑を執行される者の心の深淵が問われており、その悪は、「救いというものに、言いかえれば神の問題につながってゆく」としている。また、精神科医の近木の、多忙な5日間を楠本の5日間に重ねることにより、拘置所の日暦としての彩りが得られていると指摘している。一方、「しかし読後の感想として、女子学生との愛による光明の発見は、監房で自死した赤軍派の頭首との悪をめぐる凄惨な論議にくらべれば、はるかに説得力に欠ける」とし、この交流は悪と闇へのアンチテーゼであることは理解できるが、作品としては成功していない部分であろう、としている。
森敦は、「私個人としては、これは大変努力もなすった作品だし、その努力に相当する実りもあるし、やはり近来尊敬に値する作品」であると述べている。その上で、本作にはジョイス的意識の流れ、プルースト式意識の流れ、多元描写、一元描写などのあらゆる小説技法が使われていると指摘し、それらは小説の迫力や魅了する力を削いでいる一方、リアリティを出しているため好悪の評価はできないが、本当であればゾラのように書いてもらいたかった、と述べている。その理由として、加賀は学問的・社会学的に捉えようとする傾向が強いため、社会的に見るゾラの手法で書いたほうが、「もっとものすごい成功したんじゃないかというふうに思っています」としている。また、近木が20代という若すぎる年齢に設定されているために「不思議に青いところ」が出てきたり、「薄っぺらに見えてくること」があるとし、40代辺りに設定しておくべきであったとしている。
三木卓も、「この『宣告』はやはり最近の日本文学のなかの、大きな達成の一つだと思っています」とし、長編小説の創作は直接的な文学的能力だけでなく様々な能力を要求されるが、本作は周到な準備と加賀自身の特殊な体験があり、「これは加賀さんという一つの場において、はじめて成立し得た小説だったんじゃないだろうか」と述べている。その上で、楠本と近木の二つの視点はあってもいいと思うが、女子学生の視点や、横須賀爆破事件の犯人（垣内）の、句読点のない文章で意識の流れを描く部分は、むしろ邪魔な感じがした、としている。また、最後に楠本は立派な死に方をするが、「だけど、あれが加賀さんの頭のなかでこうあってほしい、ということでつくり出された立派な人間であるというんじゃ、僕は困るんだな。そういう人間がいた、ということがどこかにないと困る」「少なくとも加賀さんは、実際の正田について外からの判定とはちがう人間であると信じていたからああいうことが楠本においても書けたんだというふうになっていないと困るという気がする」と述べている。
柄谷行人は、自分は戦後犯罪史の中で正田事件は記憶になく興味もなかったが、作者は正田事件に世代的な共感を持っているように感じたとし、根本にあるのは精神医学的な問題や刑務所の問題ではなく、その世代的共感のほうではないかとしている。そして、作中では世代の話は恵津子との対話の中で出てくるだけだが、楠本が過去を記した「悪について」に描かれるニヒリズムなどは戦後のある時代のものではないか、とし、作者はそこからずっと動いておらず、他の現代の犯罪者には殆ど興味を持っていないのではないか、としている。また、実際に楠本にモデルがいたという事実が、本作を批評する際の妨げになっているとし、個人的には楠本の書き方、思弁的な構造全体が人工的で嫌いだが、実際の人物がいたということで「なにか文句を言えないようなところがあるわけですね」としている。その上で、やはりこれはこの作者にしか書けない作品であろうとし、「おそらくこれからも書く人はいないと思うんですよ。そういう意味ではものすごく貴重な作品だと思うんですね」と述べている。
東京拘置所在監の黒川芳正は、「『宣告』は、加賀乙彦が、東拘の医官として、監獄権力の尖兵となり、獄中者に敵対したことへの《自己言明の書》、以外のなにものでもない」と、獄中からの寄稿で批判している。黒川は、「『宣告』には、加賀が、監獄権力の尖兵として獄中者に敵対したことへの自己批判は、すこしも滲み出ていない」とし、むしろ医官の近木を通じて、自分の地位身分を失わない範囲で、監獄行政に抗議的ポーズを取ってヒューマニストを演じつつ、監獄の存在を永久不変のものとして固定させている、としている。そして本作の、宗教による死刑囚の魂の救済というテーマは、「国家権力による獄中者虐殺を正当化し、死刑制度を肯定してしまうイデオロギー以外のなにものでもない」とし、要はおとなしく吊るされろ、ということでしかない、と主張している。
長谷川泉は、作中では2月12日に法務大臣より楠本の処刑命令が出ていたが、それが明かされるのは楠本への通告の場面であること、しかし冒頭で楠本が「不吉な予感」を覚えたり、安藤に処刑の順番が来たと錯覚したりする描写によって伏線が張られていることなどから、本作は「一種のあぶり出しのような手法で、事実が遡ってあきらかにされて行く」と指摘している。そして、作中時間は法務大臣の命令から処刑までの5日間に濃縮されているが、記述されているのは処刑が実行されない恐怖の期間、犯罪が行われた地点、人となりや環境因子にまで遡るため、逆回転された部分も含めると長大な時間であることに、『宣告』の複雑な時間構成の特色があるとしている。
また長谷川は、殺人犯の心理、疾病の解釈などの高度な専門知識を要する議論が含まれ、文体も極めて硬質の思想小説の様相を呈しているが、一方で下巻での、楠本から恵津子への書簡は抒情的で美しく、また下巻において復権が果たされた母と楠本の、処刑決定後の心理と行動について、「楠本自身の母への呼びかけの真情が胸をうつ」としている。そして、このような対比が、「さまざまな意味において汚穢に満ちた場面を描いている作品の浄化にも大きく役立っている」と評している。
水谷昭夫は、楠本の文通相手である恵津子に着目し、「この作品のすぐれた点は、この凶悪な殺人死刑囚が「死の恐怖の前の純真」をとりもどして、愛と信頼の世界へはいったというおざなりな格好を越えて、死刑囚が、自分の凶悪な犯罪の真の凶悪さにめざめつつ、一人の世間知らずの少女の純真さによって、魂の平安を得るという示唆深い主題が形成されているところにある」と述べている。

## 翻案

### テレビドラマ
1984年（昭和59年）にTBS系列の2時間ドラマ枠「ザ・サスペンス」で単発テレビドラマ化され、5月19日の午後9時2分 - 午後10時53分にかけて放送された。主人公の楠本を演じたのは、1年間の活動休止を経て本作を復帰第一作とした萩原健一である。
- 原作 - 加賀乙彦
- 脚本 - 柴英三郎
- 監督 - 斎藤光正
- 出演 - 萩原健一、金沢碧、石原真理子、加藤治子、泉谷しげる、ケーシー高峰、藤波雅代、仲谷昇 ほか
- プロデューサー - 中村和則、山本典助
- 制作 - オフィス・ヘンミ、TBS

### 夢幻能『安土の聖母』
1990年（平成2年）、『安土の聖母』（あづちのみはは）という題名の夢幻能に翻案・上演された。作者は上智大学東洋宗教研究所の門脇佳吉。門脇は、『宣告』と、正田昭の書簡をまとめた『ある死刑囚との対話』を読んでこの能を企画し、加賀と協力して創案・作詞を行った。
門脇は以前、キリスト教的夢幻能『イエズスの洗礼』を創作し、日本のほかヨーロッパでも上演して好評を博していた。その後さらに、聖母についての夢幻能を作りたいと門脇は考えていたが、中々良いアイデアが浮かばなかったところ、加賀の『宣告』と『ある死刑囚との対話』から素材を取り、時代をキリシタン時代に、場所を安土のセミナリオの聖母像前に設定しよう、と思いついたという。この構想を聞かされた加賀も、「面白い」と賛成し、門脇の書いたあらすじにも「非常に面白い。これで行けばいい」と回答している。

#### あらすじ
都大路の茶屋の女主人、雪女を殺した照彦は、獄中でバテレンと出会い、洗礼を受けてのち磔にされる。照彦の母の母御前は、子の冥福を祈るため、照彦の想い人であった百合と共に、安土のセミナリオの聖母像へ巡礼の旅に出る。二人はセミナリオで、一人の舟人に出会う。舟人は幼い頃、兄が母に毎晩暴力を振るっていたという経験を話す。それを聞いた母御前は、舟人が息子の亡霊であることに気付く。母と子は深い愛に結ばれるが、般若の面で現れた雪女が、母御前と百合に襲いかかる。二人が聖母に一心に祈ると、現れた聖母が雪女を回心させ、照彦が救われたことを告げる。
登場人物は以下の通り。
- 前ジテ - 琵琶湖のほとりに住まいする舟人（実は殺人犯・照彦の亡霊）
- 後ジテ - 安土の聖母
- ツレ - 安土の聖母に巡礼する照彦の母・母御前
- ツレ連1 - 照彦の心よせし乙女・百合
- ツレ連2 - 殺された茶屋の女主人・雪女の怨霊（般若の面）

#### 上演
上演は12月17日午後6時から、国立能楽堂で行われた。この初演では、初心者にもわかりやすく宗教性が高い、との好評を受けて、翌年6月19日にも再演されている。演者は以下の通り。
- 前ジテ・琵琶湖の舟人 - 梅若猶彦（観世流）
- 後ジテ・安土の聖母 - 梅若猶彦（観世流）
- ツレ・母 - 泉嘉夫（観世流）
- ツレ・百合 - 岡田晃一（観世流）
- ツレ・雪女 - 梅若修一（観世流）
- 間狂言・照彦の縁者 - 山本則俊（大藏流狂言）
- 笛 - 松田弘之（森田流）
- 小鼓 - 久田舜一郎（大倉流）
- 大鼓 - 大倉正之助（大倉流）
- 太鼓 - 金春国和（金春流）
- 地頭 - 岡田朗詠（観世流）

## 書誌情報
- 『宣告』（上下巻、新潮社、1979年2月20日）
  - 装幀：司修。四六判、函入り。
- 旧文庫版『宣告』〈新潮文庫〉（上下巻、新潮社、1987年10月25日）
  - カバー装画：司修。解説：中野孝次。
- 『宣告』（新潮社、1993年8月20日）
- 新文庫版『宣告』〈新潮文庫〉（上中下巻、新潮社、2003年3月20日）
  - カバー装画：司修。解説：中野孝次。
- 『宣告』〈P+D BOOKS〉（上中下巻、小学館、2019年2月）
  - 装幀：おおうちおさむ（ナノナノグラフィックス）。加賀による解説を附す。B6判、ペーパーバック。
- 『加賀乙彦長篇小説全集 四 宣告 上』（作品社、2022年5月）
- 『加賀乙彦長篇小説全集 五 宣告 下』（作品社、2022年5月）

### 翻訳
中国語版
- 包容 訳『死刑犯』（上下巻、群众出版社、1994年4月）

ロシア語版
- Соколовой-Делюсиной 訳『Приговор』（Гиперион、2014年）

フランス語版
- Kaori Kasaï 訳『La condamnation』（Éditions matériologiques、2016年）